# 2012年夏季奥林匹克运动会中国皮划艇队
参加2012年伦敦夏季奥林匹克运动会的中国皮划艇队共计40人，其中运动员13人，官员与工作人员17人，领队王渡兼任。

## 人员构成
- 领队：王渡（兼）
- 皮划艇静水

皮划艇静水项目组共计28人，其中运动员18人；副领队宋广礼 

副领队：宋广礼

教练员（7人）：孙尔杰、马克、钟成海、李戴源、何军、谭志宏、徐菊生

医生：阙云太，管理：姜丹

男运动员（12人）：刘海涛、李臻、林淼、周鹏、沈洁、潘耀、黄志鹏、孟关良、杨文军、陈忠云、张志武、李强

女运动员（6人）：钟红燕、徐琳蓓、王 凤、于腊梅、许亚萍、梁培兴
- 皮划艇激流回旋

皮划艇激流回旋项目组共计11人，其中运动员5人；副领队：李欣

教练员：张磊、马可武、克里斯帝安、汉斯、安吉利卡

男运动员（4人）：胡明海、舒俊榕、冯黎明、丁富学

女运动员（1人）：李晶晶